# Tribo de Levi
De acordo com a Bíblia, a Tribo de Levi é uma das tribos de Israel, tradicionalmente descendente de Levi, filho de Jacó. Os descendentes de Aarão, que foi o primeiro Sumo Sacerdote de Israel, foram designados como a classe sacerdotal, os Cohen. 
Na tradição judaica, um levita (em hebraico: לֵוִי, romaniz.: Levi, tiberiano: Lēwî; "unido") é um membro da tribo de Levi. Quando Josué conduziu os israelitas na terra de Canaã, os levitas foram a única tribo israelita que recebeu cidades, mas não foram autorizados a ser proprietários de terra "porque o Senhor Deus de Israel é sua herança" (Deuteronômio 18:2). A Tribo de Levi servia deveres religiosos particulares para os israelitas e tiveram responsabilidades políticas também. Em troca, as tribos das terras eram esperadas a dar o dízimo para os Levitas, especialmente o dízimo conhecido como o Maaser Rishon ou Dízimo dos Levitas. Na prática judaica atual, que data da destruição do Templo em Jerusalém, os privilégios e responsabilidades comuns dos levitas são essencialmente limitados à leitura da Torá na sinagoga e o ritual de pidyon haben. 
O profeta Moisés e seu irmão o sacerdote Aarão, foram ambos levitas. Descendentes notáveis da dinastia levita, de acordo com a Bíblia, incluem Miriam, Samuel, Ezequiel, Esdras, Malaquias, João Batista, Marcos, Mateus e Barnabé. Os descendentes de Arão, que foi o primeiro Cohen gadol (sumo-sacerdote), de Israel, foram designados como a classe sacerdotal, os Cohen. Como tal, os cohanim compreendem uma dinastia familiar (embora as pessoas que afirmam ser cohanim tem muitos haplogrupos) dentro da tribo de Levi, e assim todos os cohanim são tradicionalmente considerados levitas, mas nem todos os levitas são cohanim.

## Teorias acerca da tribo
Aos que creem nas Escrituras, é inegável que Levi tenha sido uma tribo como as outras, separada porém por Deus para exercer o sacerdócio. Entretanto, a situação da tribo no momento em que o Pentateuco teria sido escrito, bem como sua posição na sociedade judaica após o exílio na Babilônia geram discussão entre estudiosos.
Alguns acreditam que Levi tenha sido uma das tribos que teria fugido do Egito, e ao chegar a Canaã teriam se aliado a outras tribos judaicas autóctones, e, após a organização destas tribos e sua fusão em uma só nação, os levitas teriam sido designados ao sacerdócio.
Outra corrente acredita que os levitas teriam sido uma casta à parte do sistema tribal existente, uma elite com poderes políticos originados de sua relação de exclusividade com Deus. Essa não era uma postura incomum no Oriente Médio antigo ou em outras regiões, e observava-se a existência de classes sacerdotais rígidas na Mesopotâmia e na Índia fundamentadas no direito exclusivo destas classes em interferir junto a Deus pela ordem de suas sociedades.

### Levi na era pré-monárquica

Divisão da terra de Israel pelas doze tribos

A tribo de Levi assume grande importância na história de Israel desde seu princípio. Em Êxodo, os personagens de Moisés e Arão são membros desta tribo, e lideram todo o povo de Israel mantido em regime de escravidão no Antigo Egito, rumo à terra de Canaã. Moisés se tornou líder espiritual e legislador de toda a nação durante sua peregrinação no deserto, e teria recebido de Deus as tábuas com os Dez Mandamentos, além de instruções acerca das leis e das normas de conduta que norteariam a nação israelita pelos séculos seguintes.
Moisés também nomeou seu irmão Arão como sumo-sacerdote, e designou seus descendentes, e apenas seus descendentes, como aqueles que teriam a permissão de realizar sacrifícios e adentrar o tabernáculo, e entrar em presença à Arca da Aliança. Suas funções sacerdotais eram intransferíveis, e, segundo consta, outros que tentaram exercer as funções dos levitas foram punidos por Deus.
Quando da conquista de Canaã, a tribo de Levi foi a única a não receber parte da terra, um território específico e delimitado. Ao contrário, os levitas receberam  cidades isoladas, situadas nas regiões de todas as outras tribos.
A Arca da Aliança esteve sob os cuidados dos levitas até que um ataque filisteu resultou em sua captura. Os filisteus, entretanto, permitiram que israelitas a levassem de volta, e ficou sob os cuidados dos levitas no tabernáculo da cidade de Siló até que Davi ordenou que a trouxessem para Jerusalém.
O livro de Juízes conta como a esposa de um levita fora violentada por estupradores da tribo de Benjamim. Em face da complacência dos benjamitas, as outras tribos se revoltaram e, após uma guerra civil, quase dizimaram a tribo de Benjamim.

## Período monárquico, intervenção de Davi
Pouco depois, apoiado pelo sacerdote levita e profeta Samuel, Saul ascendeu ao poder como primeiro rei de Israel. Guerras contínuas e derrotas enfraqueceram Saul, e após sua morte, Davi, também com o apoio de Samuel, foi coroado em seu lugar.
Davi era da tribo de Judá, e como tal, era proibido de exercer qualquer atividade sacerdotal. Entretanto, Davi aparentemente possuía habilidades proféticas, e Deus lhe teria assegurado o direito de ser rei e sacerdote de seu povo. Seu posto foi confirmado após realizar, com sucesso, um sacrifício a Deus sem a punição esperada pelos levitas. Os judeus, posteriormente, usariam este evento como justificativa para ordenar sacerdotes em meio ao seu próprio povo.
A ascensão de Davi abalou a estrutura existente, e a partir deste evento, não era mais vedado à tribo de Levi os cuidados com sacrifícios, embora tivessem mantido exclusividade nos cuidados com o Tabernáculo e com o Grande Templo.

## O declínio dos levitas
De qualquer forma, é nítido deste ponto em diante no relato bíblico a raridade de menções aos levitas fora do contexto do Templo, o que pode significar que sua influência tenha sido reduzida através da concentração de poder nas mãos dos reis de Judá. Entretanto, os levitas mantiveram importância junto ao povo, e especializaram-se, criando diversas classes internas derivadas de suas funções no Templo.
Em relação a Israel, visto como são citados constantemente atos religiosos não relacionados ao culto a Yahweh (em vez disso, cultos semelhantes aos dos povos fenícios, arameus e assírios circundantes de Israel), é possível que os levitas e seus sacerdotes, assim como as leis mosaicas, que defendiam, tivessem perdido muito de sua influência sobre o povo e a nobreza.
Quando Nabucodonosor II, rei da Babilônia, conquistou Judá, os levitas praticamente desaparecem do relato bíblico, vindo a ser mencionados apenas quando o Templo foi reconstruído, sob o comando de Esdras, Zorobabel e Neemias. Desde o período de exílio, todos os membros da nação escolhida por Deus passaram a ser chamados judeus, devido a serem, nominalmente, membros da tribo de Judá, inclusive qualquer levita que tenha sobrevivido à invasão babilônica. É portanto incerto se os levitas citados no período do Segundo Templo tivessem sido descendentes de Arão, como seria de se supor, e talvez tenham sido judeus nomeados entre o povo para exercerem funções sacerdotais.
A queda dos levitas como classe sacerdotal tornou-se evidente com o surgimento de sinagogas, onde as leis e os costumes, bem como as normas de conduta de um sacerdote, eram ensinados a todos nas comunidades judaicas, e não mais exclusivas àqueles designados para tal pela Lei de Moisés. Jesus Cristo reivindica para si autoridade sacerdotal baseado nos atos de Davi, de quem teria sido descendente. Hoje, qualquer judeu pode ser ordenado rabino após um período de estudos da lei judaica.